# Folkmusik från Hälsingland

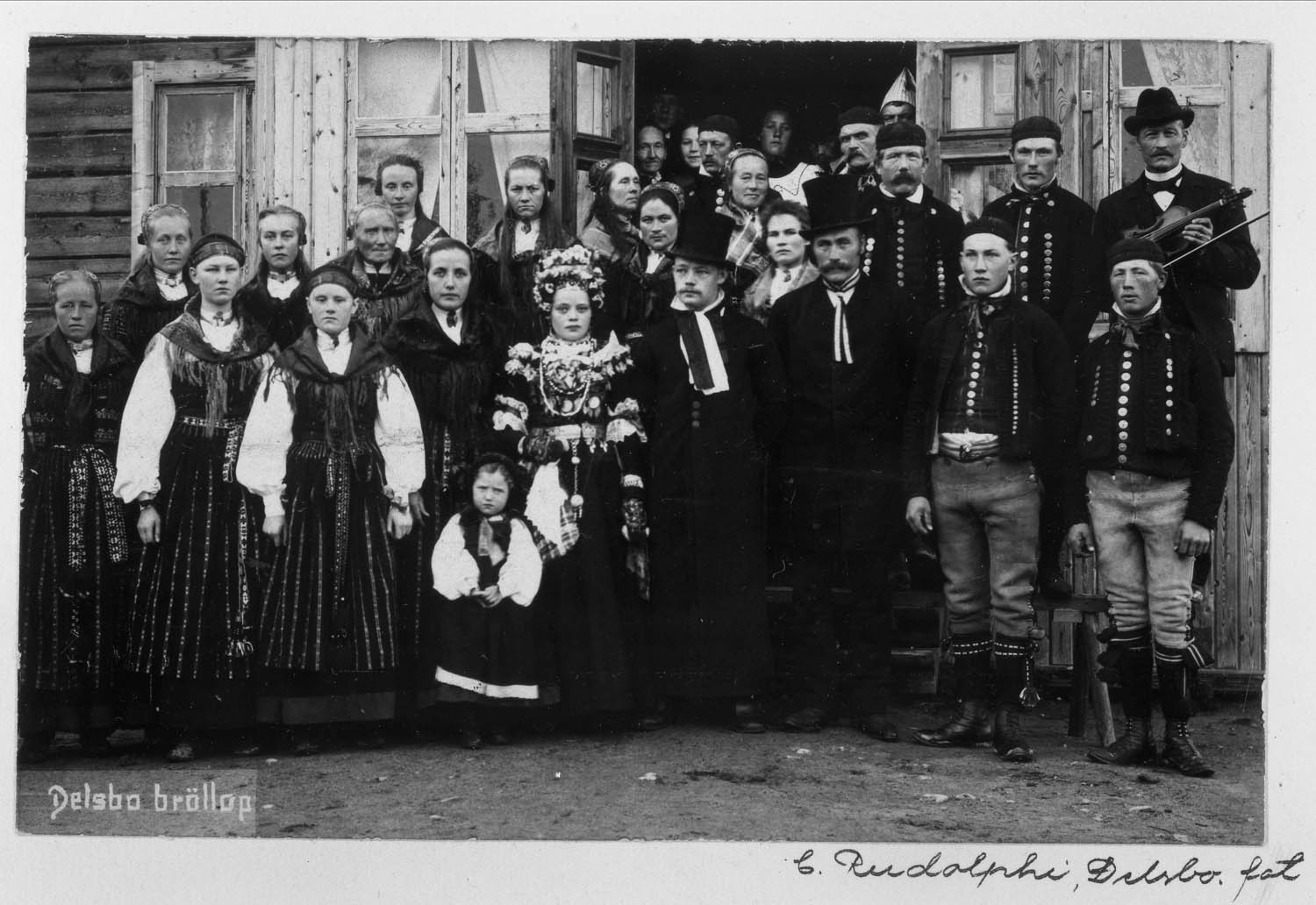
Bröllopssällskap från ca 1902-04 i Delsbo, norra Hälsingland. Till höger i bild ses hälsingespelmannen Erik Ljung "Kusen" med sin fiol.

Folkmusik från Hälsingland är den spelmanstradition, folkliga visor och festmusik som utvecklats inom bondesamhällena i landskapet Hälsingland. Folkmusik från Hälsingland innefattar både instrumental och vokal musik. Den instrumentala musiken kan kallas spelmansmusik och den vokala musiken innefattar till exempel folklig vissång, folkliga koraler och lockrop. 

## Musikalisk karaktär
Den instrumentala musiken som knyts till Hälsingetraditionen brukar i huvudsak delas in i syd- och norrhälsingelåtar samt den mer virtuosa och konstmusikaliska spelmansmusiken, så kallade moderna hälsingelåtar. 
Låtarna är ofta baserade på sextondelsnoter, vilket är typiskt för den östra delen av Sverige, ibland åttondelar men mer sällan trioler. 
Sextondelspolska kallas ibland för kringelpolska, senpolska eller gammalpolska och åttondelspolska för slängpolska (slängpolska betecknar här en modernare hambo-lik polska). 
Triolpolska kallas ibland för "jämtpolska" och har ibland rötter i Jämtland. 
Rullstråk förekommer i äldre låtar, men blev ännu vanligare i de moderna hälsingelåtarna. I södra Hälsingland – framför allt i Galven, Alfta och Arbrå – finns dessutom en unik form av synkoperat rullstråk eller dubbelstråk, dialektalt kallat Jerri-Jerri-, Jerr-Jerr- eller Jerr-stråk. 
I södra Hälsingland var sättet att spela andrastämmor – att sekundera – tidigt välutvecklat och det var för det mesta där dubbelstråket användes, men ibland förekommer det även i melodistämman och vid solospel. Samspelstekniken utvecklades ytterligare av främst Thore Härdelin d.ä. och Jon-Erik Hall i början av 1900-talet och påverkade spelmän över hela landet.

## Historik

En spelmanstävling i Bollnäs år 1909.

De "moderna" hälsingelåtarna började att dyka upp under 1700-talet och hade starka rötter i konstmusik som kommit till landskapet till exempel via Hälsinge regemente genom krig och då knektarna kommenderades till Stockholm vid oroligheter. Många hälsingepolskor är sålunda baserade på polonäser och menuetter av bland andra Vogler och Esser. 
Två hälsingespelmän som tidigt var starkt influerade av konstmusik var Johan von Schwartz från Delsbo och From-Olle från Järvsö, båda verksamma vid Hälsinge regemente. Under spelmansrörelsen kring sekelskiftet 1900 vidareutvecklades genren av storspelmän som Thore Härdelin, Jon-Erik Hall, Jon-Erik Öst, Eric Öst och låtarna blev omåttligt populära i hela Sverige. Folkmusikens ursprungliga funktion som dansmusik hade länge varit på nedgående och fokus blev istället riktad på uppvisningsspel där spelmännen briljerade med hur snabba och svåra låtar de kunde spela. Därav beteckningen estradspelmän.
De äldre låtarna och dialekterna var länge utrotningshotade till förmån för ovan nämnda genre samt gammeldansmusiken och jazz. De fattiga tiderna i samband med världskrigen gjorde dessutom att kulturen inte hade så hög prioritet. Spelmansrörelsen och Hälsinglands spelmansförbund – bildat 1928 av Jonas Erik Bergsman – började åter ta fart först under 1950-talet. Intresset för äldre låtar tilltog och kulminerade under den nya folkmusikvåg som inleddes under 1960-talet.
Liksom många andra landskap, förutom Dalarna, var Hälsinglands äldre folkmusik relativt undanskymd och dåligt dokumenterad och inspelad fram till 1960-talets slut. En orsak är att Dalarna redan var mer utforskat, känt och upphöjt bland kultureliten sedan Zorns och Carl Larssons dagar samt att dess folkmusik ansågs vara mer unik och ursprunglig och fri från konstmusikaliskt inflytande. Dalarnas allmogespelmän blev mer upphöjda i stället för att bli isolerade och utkonkurrerade av dragspelsmusik och moderna hälsingelåtar. Hälsinglands folkmusik kom ofta att likställas med sådana låtar, vilket märks på EP-skivan Svensk folkmusik - Hälsingland producerad av SR.  Dominansen av moderna hälsingelåtar medförde dessutom så småningom ett motstånd mot Hälsinglands folkmusik, och under vänster- och folkmusikvågen under 1960- och 70-talen undvek dessutom många spelmän av ideologiska skäl musik som kunde påminna om de högre ståndens konstmusik. Men mot detta måste dock nämnas att utan spelmän som Öst hade egentligen folkmusiken på många håll i Sverige kanske dött ut helt, då han reste runt och drev på de lokala spelmännen att bevara traditionerna och starta spelmansförbund.

## Hälsingespelmän från förr och nu
Från 1700-talet och framåt finns verksamheten från ett stort antal hälsingespelmän dokumenterade. 

### Förvaltare av hälsingsk folkmusik
Viktiga äldre spelmän i det nordligaste Hälsingland är Hultkläppen, Pusten, Gammelbo-Lars Andersson och Lars-Erik Forslin. Dessa låtar bevarades i stor utsträckning tack vare Helge Nilssons omfattande dokumentation. 
I Dellenbygden är dialekt och låtar bevarade genom bland andra Grubb Anders Jonsson, Erik Ljung "Kusen" och Carl Sved dokumenterade av spelmanssläkten Härdelin. 
I Järvsö och Undersvik fanns spelmän som From-Olle och Jönsagubben. 
I låtområdet Alfta, Arbrå, Galven och Ovanåker fanns bland andra Snickar-Erik Olsson, Tulpans Anders Olsson, Hans "Pajas" Wahlman, Gällsbo Jonas Olsson, Lillback Olof Olsson, Jon Ersson och Olles Jonke där den ålderdomliga spelstilen konserverades bäst i Galven. 
I Bollnäsbygden kan Pell-Pers Manne och Rimsen nämnas. 
I Skogs socken fanns bland andra Olle Gustafsson Solne, Lars Törnlund och Olof Törnblom. Skog-låtarna finns kvar till stor del tack vare Johnny Schönning och en mer sentida spelman vid namn Erik Rönnlund kunde dessutom spelas in. 
Folkmusik på munspel har också funnits genom till exempel Ernst Nikolaus Nilsén ("Glada Nisse"), Hudiksvall och Per Larsson, Bergsjö. Det ska även ha funnits ett antal nyckelharpospelmän som i förbigående finns antytt i samband med hälsingestämmorna i början av 1900-talet. Erik Ljung "Kusen" spelade förutom fiol även nyckelharpa, men detta var antagligen inspirerat av Jonas Skoglund från Uppland (som visserligen var född i Hälsingland men flyttat i unga år).
Bland de som förvaltat de äldre traditionerna in i modern tid är/var Pelle Schenell, Jon-Erik Hall, Lars-Erik Forslin, Helmer Larsson, Helge Nilsson, Grubb Anders Jonsson, Thore Härdelin (d.ä.), Sven Härdelin, Johnny Schönning, Rolf Westerlund, Hugo Ljungström, Edvin Bergqvist, Gällsbo Emil Olsson, Mauritz Callmyr, Olles Jonke med sonen Vänster-Olle Olsson, Bertil Westling, Hugo Westling, Thore Härdelin (d.y.), Anders Henriksson, Ulf Störling, Nelly Östlund, Britt-Marie Swing, Gun Eriksson och O'tôrgs-Kaisa Abrahamsson. Andra tongivande nutida spelmän är Thuva Härdelin, Eiwor Kjellberg, Thomas von Wachenfeldt, Fredrik Lindh, munspelaren Hans Ederborg, Hanna Tibell och Johanna Karlsson. Bland de ofta musikaliskt skolade och tekniskt drivna ungdomarna har å andra sidan nya snabba, medryckande och virtuosa spelsätt med starka inslag av brittisk folkmusik och dess instrument i hög grad anammats.

### Förnyare av hälsingsk folkmusik
Som tidigare nämnts, hamnade de äldre traditionerna i skymundan kring sekelskiftet 1900 med förnyare som Jon-Erik Hall, Jon-Erik, Eric och Wiktor Öst. Deras musik är tekniskt avancerad och har influenser från både landskapets folkmusik och konstmusik. 
Andra spelmän inom denna genre var Theodor Olsson, Ivan Ericson samt i viss mån även Thore Härdelin (d.ä.) och Pelle Schenell. Gun-Britt och Olle Karlsson, fiol och dragspel, var också förnyare av folkmusiken både tillsammans med Eric Öst och på egen hand. Nutida tolkare av genren är Sven Englund, tidigare spelkamrat med Eric Öst och riksspelman på Medelpadslåtar, Isak Björklund, Thomas von Wachenfeldt och fiol- och dragspelsduon Bröderna Bertilsson. Andra kända tolkare på dragspel är/var framlidne Hjalmar Jonsson samt Sone Banger, Sören Rydgren, Evald Sonefors, Klint-Olle Jonsson, Rune Moberg, Palle Åberg och Sigurd Pettersson, de fyra sista även tolkare av äldre folkmusik. Äldre tradition av folkmusik på dragspel har funnits genom bland andra Werner Röstberg och Nils Frisk från Bollnäs, Börs-Jonas Persson från Ljusdal, Jonas Hall från Hennan och Tore Näsman från Hassela.

## Folkliga visor
Många folkliga visor finns bevarade genom inspelningar av till exempel Karin Grellson, Signe Hall, Delsbostintan, Katrina Lundstedt, Brita och Signe Widholm och Agnes Gårder. Det finns många exempel på sångare som bevarat folkliga vistraditioner i Hälsingland, till Britt-Marie Swing och Gun Eriksson. 
Folkmusikgruppen Kapten Bölja har spelat in en skiva med folkvisor från Hälsingland. 
Johanna Bölja Hertzberg, Kersti Ståbi, Katarina Hallberg och Emma Härdelin, spelade 2005 in skivan Kärleksbrev och ryska satelliter – Visor från Hälsingland. Skivan nominerades till en Grammis år 2006.

## Musikinspelningar och noter
När det gäller noter finns mycket att ösa ur, till exempel Svenska Låtar och lokala uppteckningar, men antalet tidiga inspelningar av äldre spelmän verksamma innan industrialismens stora genombrott och kulturomdaning som då skedde är inte lika omfattande som i Dalarna, där ett antal kulturpersonligheter spelade in ett stort antal spelmän. Senare spelmän har dessutom endast givit ut ett fåtal skivor.  
Som tur är har folkmusiken i Hälsingland ändå bevarats, dels genom traditionsöverföring, dels genom inspelningar av Svenskt visarkiv under 1960- och 1970-talet och dels genom engagemang hos ett antal lokala entusiaster, till exempel Helge Nilsson, Sven Härdelin, Rolf Westerlund, Hugo Ljungström, Ulf Störling, Gun Eriksson och  Esbjörn Wettermark, som dokumenterat äldre spelmän och folkmusiktraditioner. Hittills har ett musikalbum med äldre hälsingespelmän publicerats, nämligen Fiddlers from Hälsingland med äldre spelmän från södra Hälsingland. 

### Folkmusikarkiv
En stor del av inspelningarna och uppteckningarna finns i Hälsinglands folkmusikarkiv som än idag samlar in material samt Svenskt visarkiv (se länkar nedan). Hälsinglands folkmusikarkiv är sammanställt av spelmannen och hembygdsforskaren Hugo Ljungström.   
Det finns många outgivna inspelningar och uppteckningar i följande arkiv:
- Svensk mediadatabas med skivor, kassetter samt radio-, tv- och filminspelningar[3]
- Svenskt visarkiv med noter, berättelser och inspelningar[4]
- Folkmusikkommissionens notsamling och Musikmuseets spelmansböcker (bl.a. Svenska låtar)[5]
- FolkWiki - wiki med noter på svensk och skandinavisk folkmusik, Låtar från Hälsingland[6]
- Hälsinglands folkmusikarkiv[7]
- Om Hälsinglands digitala folkmusikarkiv[8]
- Nordanstigs folkmusikarkiv[9]
- Uppteckningar från Nils Andersson: Svenska låtar Hälsingland och Gästrikland[10]